# Ries Coté

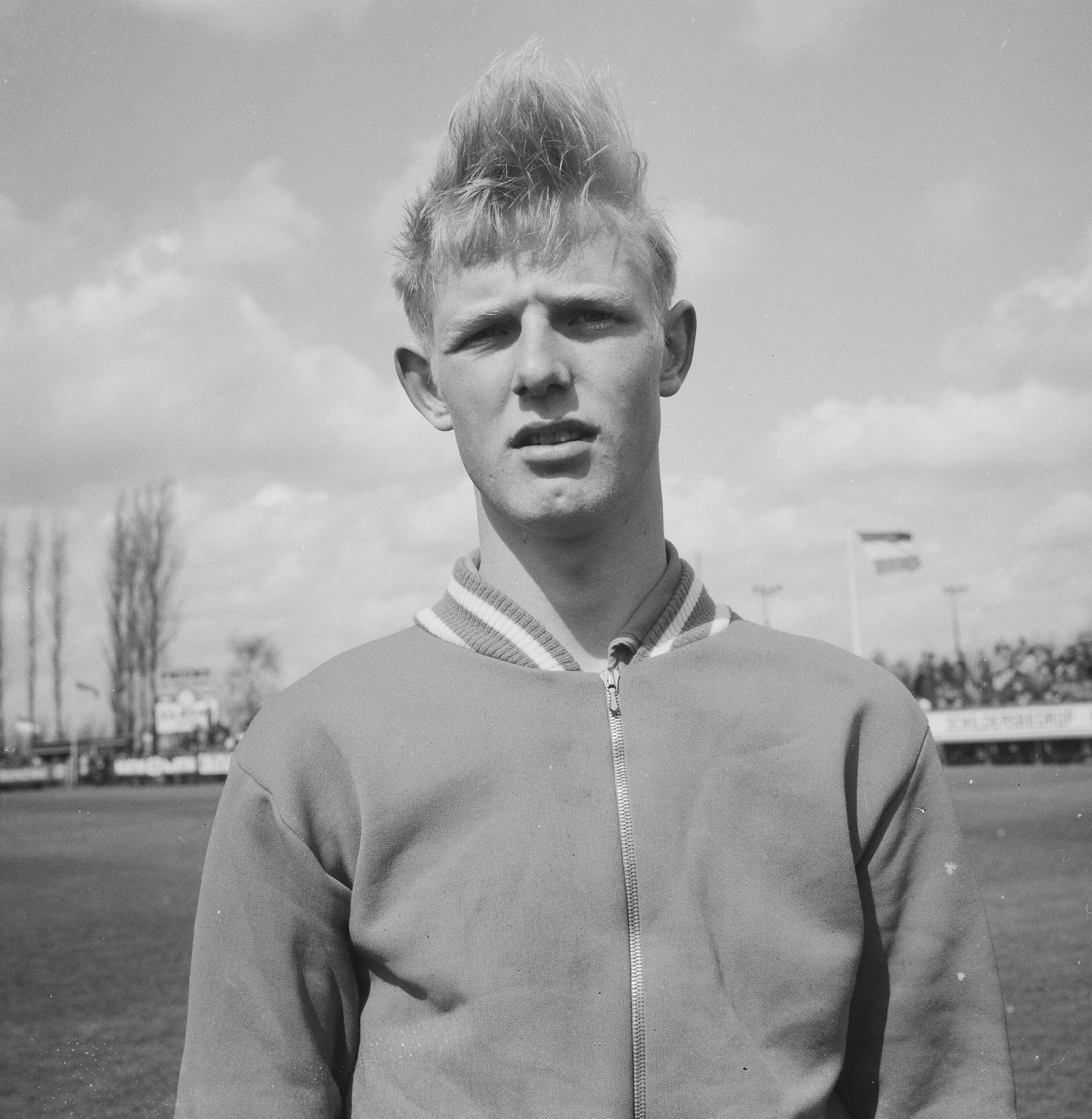
Ries Coté bij Elinkwijk (1965)

Catharinus Marinus (Ries) Coté (Utrecht, 2 december 1946 – Almere, 1 januari 2024) was een Nederlands voetballer.
Zijn ouders woonden aan Boisotstraat 50 in de Betonbuurt.
Hij startte zijn loopbaan bij straatelftal Sportivia onder Hans Kraay in Utrecht, waar in 2008 nog even bij werd stilgestaan.
Coté die de bijnaam De Witte droeg was jarenlang als middenvelder verbonden aan Elinkwijk (1964-1970: 150 wedstrijden) en na de Utrechtse voetbalfusie in 1970 aan FC Utrecht (1970-1978: meer dan 170). Eind jaren zeventig was hij bij die laatste club ook aanvoerder. Voor het seizoen 1978-1979 viel hij net als Joop van Maurik in ongenade bij de club die meer zag in jonge beloften dan in de oude garde. Coté stapte over naar het amateurvoetbal DSO.
Tot in 2016 bezocht hij de club frequent, na die tijd belette de gevolgen van een hersenbloeding dat.
Coté werd 77 jaar.